# IC 548
IC 548 ist eine linsenförmige Galaxie vom Hubble-Typ S0/a im Sternbild Hydra südlich der Ekliptik. Sie ist schätzungsweise 246 Millionen Lichtjahre von der Milchstraße entfernt und hat einen Durchmesser von etwa 45.000 Lichtjahren.

Im selben Himmelsareal befinden sich u. a. die Galaxien NGC 2939 und NGC 2940.
Das Objekt wurde am 13. April 1893 vom französischen Astronomen Stéphane Javelle entdeckt.